# Аспида
Аспидата (Vipera aspis), наричана също каменарка, е вид змия от семейство Отровници (Viperidae), разпространена в Западна и Южна Европа.

## Разпространение и местообитание
Аспидата е разпространена в Североизточна Испания, по-голямата част от Франция, най-югозападните части на Германия, Западна Швейцария и Италия, включително Сицилия.
В България са открити само два екземпляра, при това в началото на XX век. Единият е от района на Харманли и е уловен през 1933. Другият е намерен в колекцията на Катедрата по зоология на Софийския университет „Свети Климент Охридски“ без подробности за мястото или годината на улавянето му. Освен тези два екземпляра, на Балканите са намирани и един край Сараево и един край Рипан, южно от Белград. Откриването на аспиди толкова далеч от основния им ареал, както и наблюдения на процеса в Словения, показват, че тя е изтласкана от Балканския полуостров от разпространението на пепелянката (Vipera ammodytes).
Аспидата предпочита слънчеви местности със сравнително сухи почви. Най-често се среща по каменисти склонове, но понякога се намира и в равнините.

## Подвидове
- V. a. aspis
- V. a. atra
- V. a. francisciredi
- V. a. hugyi
- V. a. zinnikeri

## Описание
Обикновено аспидата достига дължина 60 – 65 cm, в редки случаи до 85 cm. Мъжките са по-дълги, но по-тънки от женските. Опашката е много къса - 1/9 до 1/7 от общата дължина при женските и 1/8 до 1/6 при мъжките. Главата е широка, заострена отпред и ясно отличима от врата. Върхът на муцуната е леко, но отчетливо, повдигнат нагоре. Гръбните шарки варират силно, но много рядко имат ясната зигзагообразна форма, характерна за усойницата (Vipera berus).

## Хранене
Храни се главно с гризачи и гущери.

## Размножаване
Ражда по 4 до 8 малки с цвета на възрастните.

## Отрова
Отровата на аспидата е по-силна от тази на пепелянката, но по-слаба, отколкото при усойницата. Въпреки това ухапването е болезнено, а според Щемлер 4% от случаите, в които не е получена медицинска помощ, са фатални.